# Velia Aguilar Armendáriz
Velia Idalia Aguilar Armendáriz (Santa Rosalía de Camargo, 6 de febrero de 1960) es una política y odontóloga mexicana perteneciente al Partido Acción Nacional. Entre 2009 y 2012 ofició como Diputada por la LXI Legislatura del Congreso de la Unión de México.

## Biografía
Aguilar nació en Santa Rosalía de Camargo, Chihuahua en 1960. Tras ocupar algunos cargos diversos como miembro del Partido Acción Nacional, en 2004 se convirtió en regidora del municipio de Delicias, Chihuahua, cargo que desempeñó hasta 2007.
El 29 de agosto de 2009 tomó protesta como Diputada por la LXI Legislatura del Congreso de la Unión de México mediante el principio de Representación Proporcional. Durante su estancia integró diversas comisiones como las de Derechos Humanos, Atención a Grupos Vulnerables y Seguridad Social, y fue secretaria de la Comisión Especial para Analizar los Esquemas de Tercerización de Servicios en el Sector Público.